# Вулиця Алана Шепарда
Вулиця Алана Шепарда — вулиця в Чечелівському районі міста Дніпро (місцевість Верхній). 

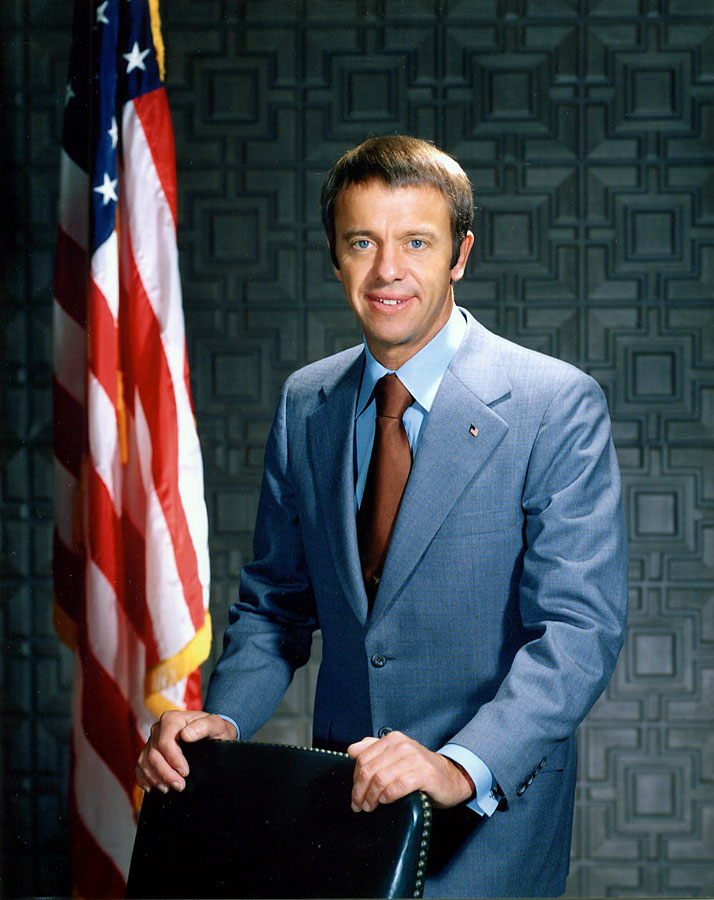
Алан Шепард

## Історія
Вулиця заснована у 1944 році, на околицях стратегічного ракетно космічного заводу ПМЗ.
З початку свого заснування вулиця мала назву на честь російського полководця Олександра Суворова.
21 вересня 2022 року Дніпровська міська рада перейменувала вулицю Суворова на честь американського астронавта, контрадмірала ВМС США Алана Шепарда.

## Перехресні вулиці
- вулиця Литовська
- вулиця Фабрично-заводська
- вулиця Будівельників

Прилучається до вулиці Незалежності та вулиці Енергетиків.